# Hydroxid thoričitý
Hydroxid thoričitý je anorganická sloučenina se vzorcem Th(OH)4.

## Příprava
Hydroxid thoričitý lze získat reakcí hydroxidu sodného a rozpustných thoričitých solí.

## Reakce
Hydroxid thoričitý se za vyšších teplot rozkládá na oxid thoričitý a vodu:
Th(OH)4 → ThO2 + 2 H2O
Za vysokých tlaků reaguje s oxidem uhličitým a vytváří hemihydrát uhličitanu thoričitého.